# 惠康

惠康由2000年-2021年使用的標誌

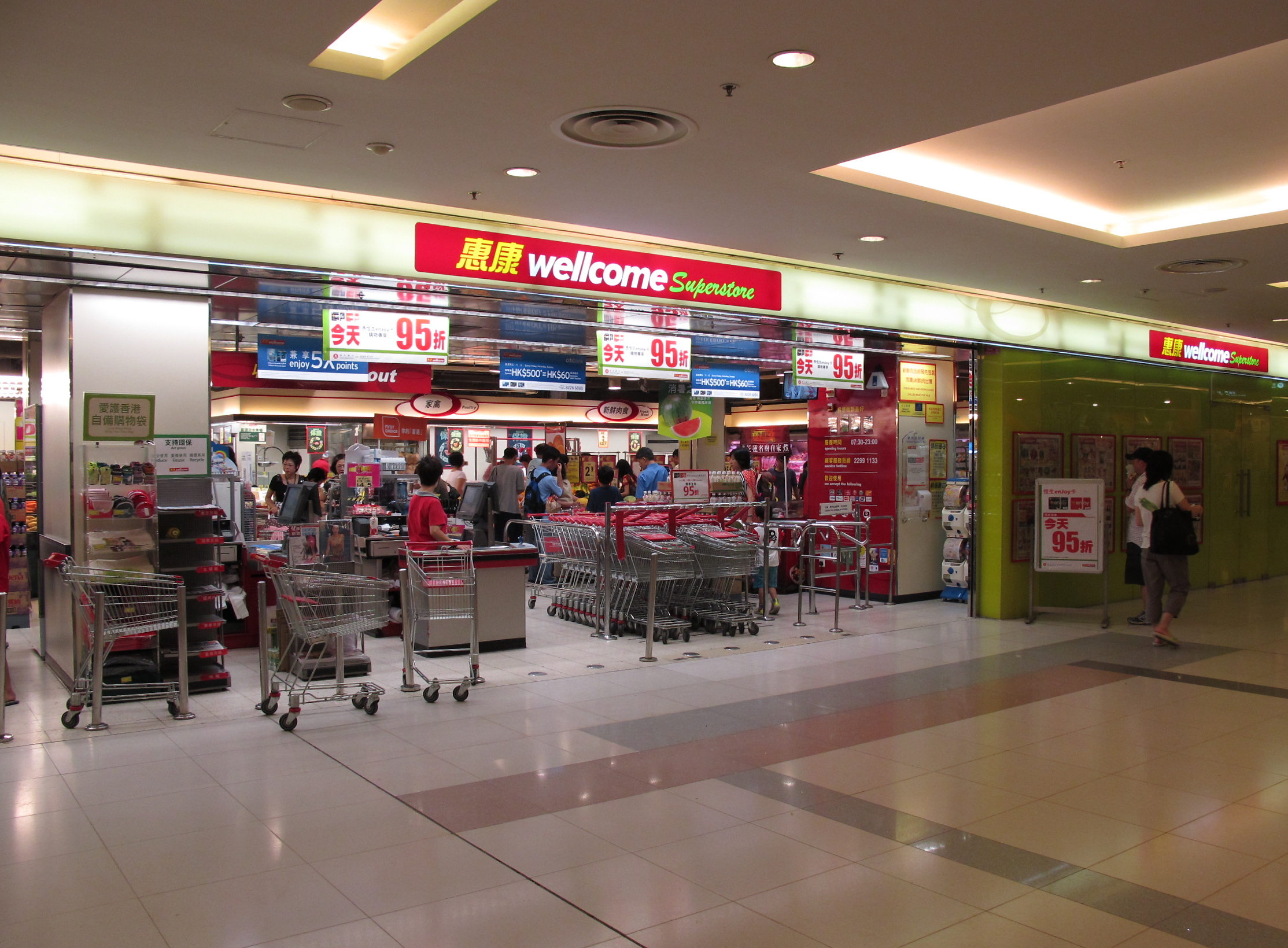
昇悅居惠康超級廣場

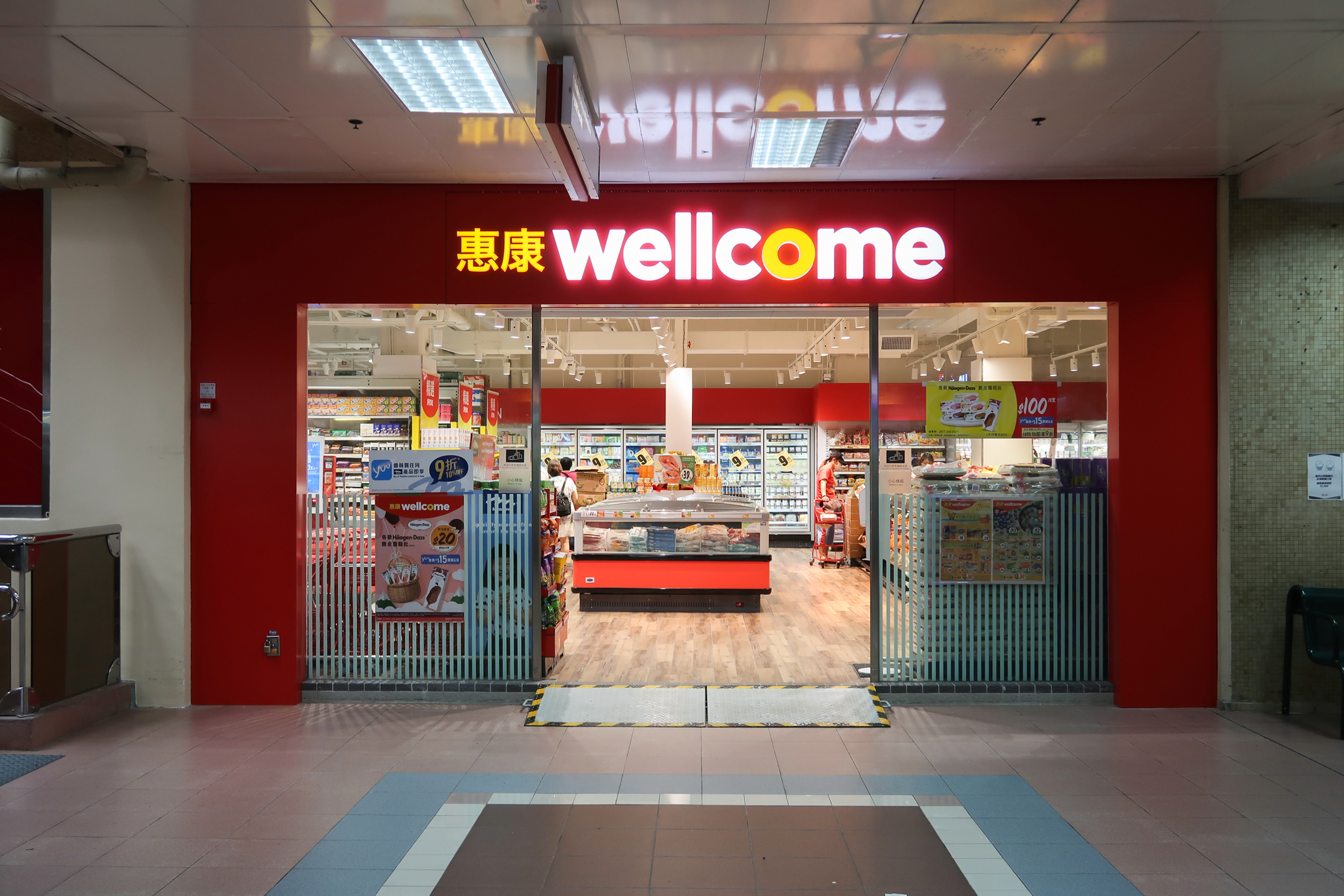
2021年，秦石邨翻新後惠康超級市場採用新標誌和形象設計

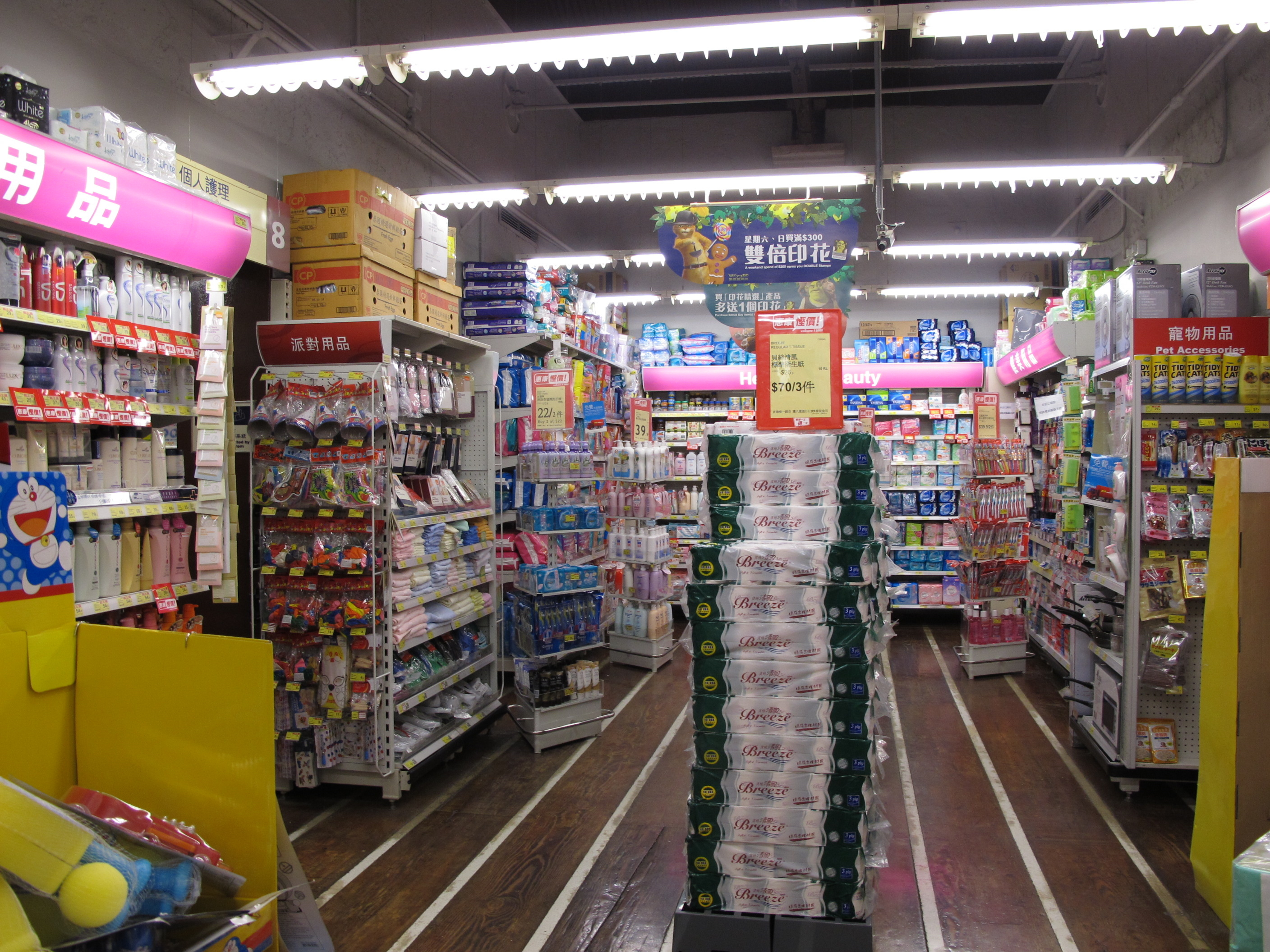
舊赤柱警署改建的惠康超級市場 (已結業）

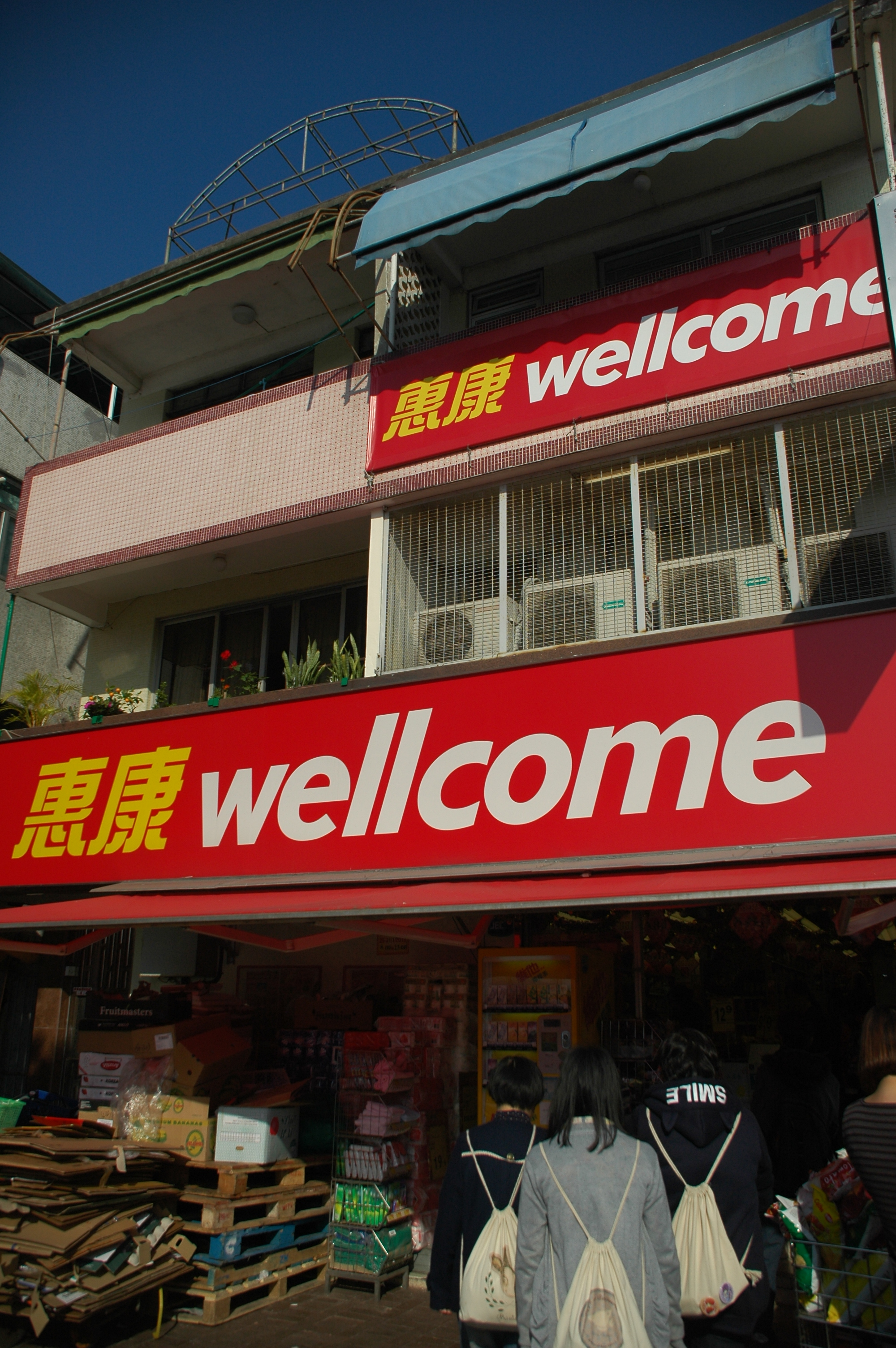
長洲分店

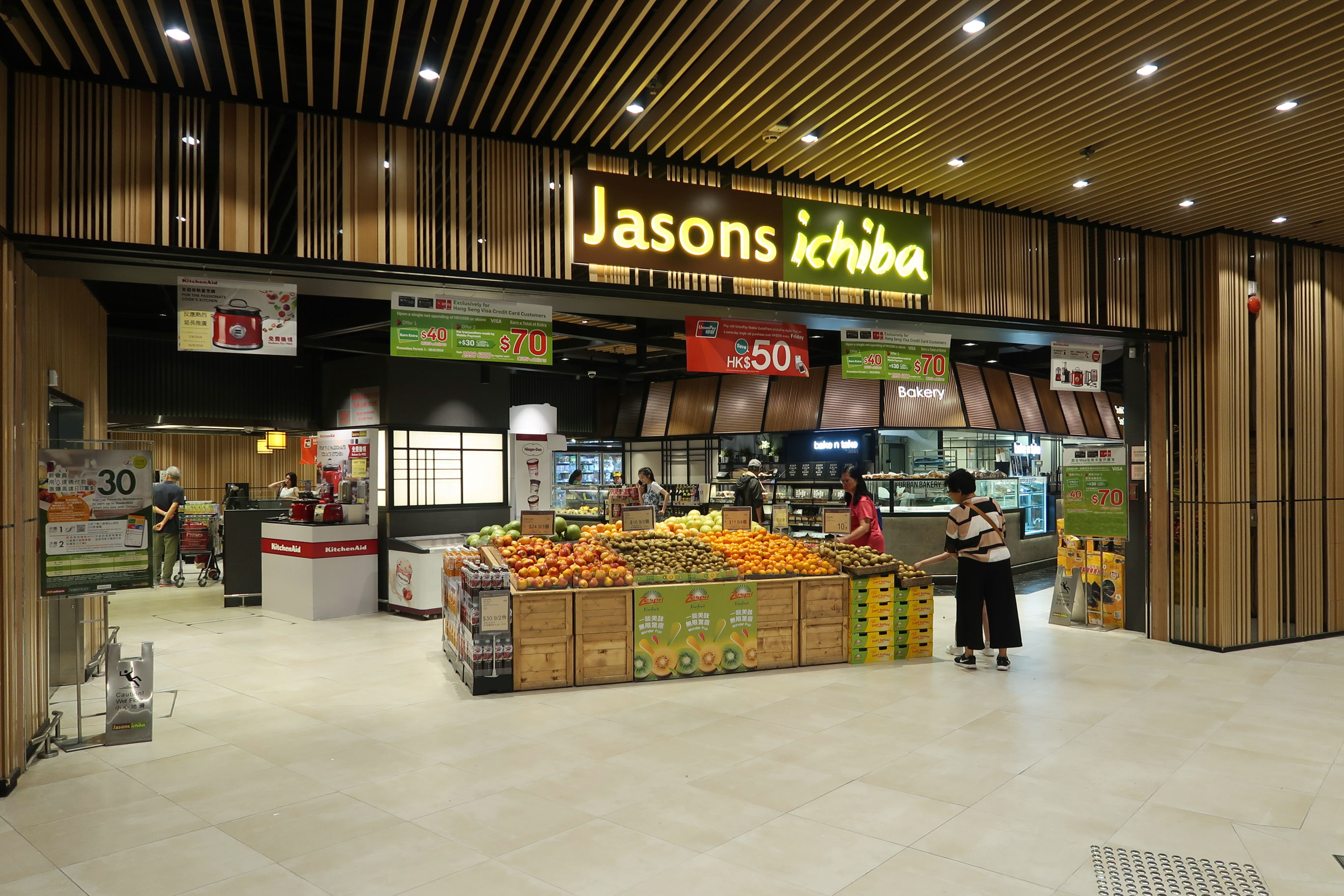
將軍澳中心原惠康超級廣場升級為 Jasons ichiba

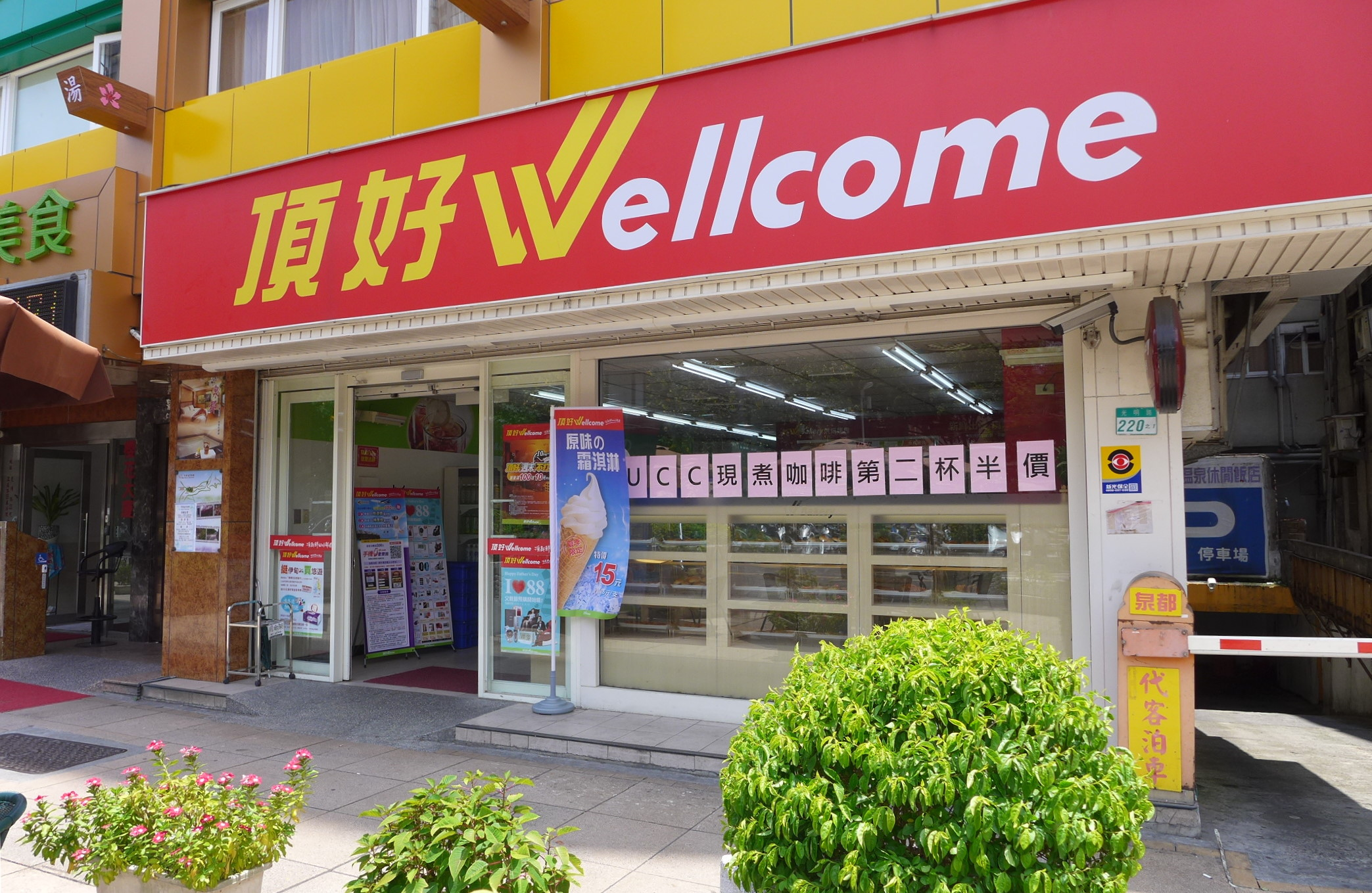
台灣台北市北投區的頂好超市

惠康（英語：Wellcome），是香港最大型及歷史最悠久的連鎖超級市場，於1945年成立，1964年起由怡和洋行旗下DFI零售全資擁有，至今有超過280間分鋪遍佈全港，每月服務顧客人次超過1,600萬。其主要對手是長江和記實業属下的連鎖超級市場百佳。
惠康與百佳兩大連鎖超級市場集團共佔有香港超過7成市場佔有率。按市場調查機構 EuroMonitor 估計，2020年排名第二的惠康系在香港市場佔有率約為31.4%，僅次百佳系在香港市場佔有率37.4%；而第三則為華潤萬家旗下U購Select及citysuper，佔約1.1%市場佔有率。第四名為永旺，在香港的市場佔有率則為0.7%。
除香港外，DFI零售（時稱牛奶國際）亦在1986年於台灣收購頂好企業旗下的頂好超市（今統康生活事業股份有限公司，英文：Uni-President Wellbeing Life Corp.），於當地經營「頂好 Wellcome」連鎖超級市場，首家分店於1986年在臺北市大安區忠孝東路開幕，於全台共開設196家分店，2020年售予台灣家樂福，2021年全數門市改裝為家樂福超市。

## 歷史
- 1945年：惠康辦館由吳宗偉先生、劉濂先生和高燕如先生創立。第一間店鋪位於香港中環雪廠街，專售洋酒、餅乾、罐頭和飲品等入口貨。
- 1957年：辦館開設家居送貨部。成立之初，每日平均有600名顧客到各分店訂購貨品。
- 1960年：牛奶公司 （現稱DFI零售集團 ）和連卡佛合作創辦的子公司大利連（Dairy Lane）有限公司在香港中環開設大利連超級市場，是香港第一間超級市場。
- 1964年：惠康正式成為牛奶公司的附屬公司，並引進美國「自助購物」超市經營概念：顧客無須向服務員索取貨品，可自行於貨架選購貨品。
- 1972年：怡和洋行旗下香港置地收購牛奶公司。
- 1973年：惠康率先推出袋裝米，打破散裝米傳統，為顧客提供方便衛生的選擇。
- 1980年：大利連超級市場和惠康辦館合併為惠康超級市場，並開始在各區設立分店。
- 1981年：全香港首間牛奶公司旗下的高檔超級市場「利華精美食品店（Oliver’s The Delicatessen）」於中環太子大廈開幕，並主要針對上層階級的消費者。
- 1982年：邀得「肥姐」沈殿霞拍攝廣告。惠康為香港首間超市委任演藝界名人為代言人，為品牌推廣。
- 1985年：
  - 推出自家品牌「特惠牌（No Frills）」（及後英文名更為「SureBuy」，到2021年被Meadows Essentials取代[4]），貨品種類超過300款。
  - 首間超市採用電子數據聯通（Electronic Digital Internet）網絡，提升營運。
- 1986年：牛奶公司從香港置地分拆，在香港上市。
- 1987年：台灣首家分店「忠孝店」（台北市大安區忠孝東路）和第2家分店「安和店」（台北市大安區安和路二段）同時開幕[5]。
- 1991年：
  - 台灣東部的首間分店「羅東店」開幕。
  - 大園物流中心成立（位於台灣桃園市大園區）[5]。
- 1998年：
  - 銅鑼灣記利佐治街分店帶頭引進超級市場24小時營業概念。
  - 投資港幣四億元興建「惠康新鮮食品中心」。佔地16萬1千平方呎，為全亞洲最先進的食品處理中心，確保整個供應鍊既安全又具效率。
  - 創建自家國際品牌「首選牌（First Choice）」（到2021年被Meadows Essentials取代[4]），提供超過1,000款貨品，價格相宜；為其中一個廣為香港人熟悉的品牌。
- 2000年：
  - 推出「十大超市品牌選舉」，成為全港一年一度業界盛事，廣邀全民投票加許民選品牌。
  - 邀得無綫電視視后鄭裕玲出任代言人。
- 2001年：
  - 於屯門市廣場開設首間超級廣場，結集傳統街市及雜貨店功能於一體，為顧客提供「一站式」購物服務。
  - 於新都城中心三期開設首間無天花設計的超級廣場，再邀得鄭裕玲在該分店拍攝電視廣告。（隨商場翻新，該分店已於2019年暫遷往鄰近舖位，並於2022年1月21日搬回原位及縮小面積）
- 2003年：
  - 赤柱新鋪開幕，成為香港唯一設於歷史古蹟「百年赤柱警署」內的超級市場（已被百佳超級市場取代，現時原址丟空）。
  - 創立自家品牌「御品皇（Yu Pin King）」，提供約200款華人食物。[4]
- 2005年：參加八達通日日賞計劃，讓顧客於購物時無論以任何付款方式都可賺取「日日賞$」積分，並於下次購物時作為現金使用（已被yuu獎賞計劃取代）。
- 2010年：Facebook開設專頁，開拓出一個與顧客互動的嶄新平台。
- 2013年：「惠康為您送」網站全面升級，為顧客帶來更方便的網上購物體驗（該網站已於2021年被Market Place Plus App取代，後來再被yuu to me取替）。
- 2017年：將軍澳中心地庫原惠康超級廣場升級為 Jasons Ichiba（於2022年更名為Market Place）。
- 2020年：
  - 台灣家樂福於6月2日併購台灣頂好超市及頂好旗下Jasons Market Place。
  - 隨著八達通日日賞於2020年9月停止服務，惠康於8月參加yuu獎賞計劃。
  - 啟用於新加坡姊妹公司的自家品牌「Meadows」
- 2021年：
  - 惠康更換標誌：新標誌的"o"字為黃色，亦不再使用斜體字，初版中文字體較細，後來已加大。新標誌在新分店開業時使用，亦陸續更換現有分店的標誌。現有超級廣場分店於更換商標後亦停用「超級廣場」名稱。
  - 「惠康為您送」於5月28日停止服務，轉為以Market Place Plus App提供網上購物服務[6]。後來，Market Place Plus App再被yuu to me取代[7]。
  - 西寶城佔地達5萬平方呎的惠康超級廣場進行翻新，並改以全新概念超市「惠康鮮級市場 Wellcome Fresh」開幕。新店特設二十三個特色主題專區，呈獻超過15000千款來自本地的全新產品及新鮮食材。其後在新都城中心三期（前惠康超級廣場原址大部分空間，因商場翻新而暫遷至鄰近舖位）開設第二家鮮級市場分店。於2022年期間分別在上水名都商場及葵涌商場翻新分店並改名為鮮級市場分店，2023年4月14日，油塘鯉魚門廣場分店亦改名為鮮級市場分店，成為九龍東首間鮮級市場分店。2023年8月31日，紅磡灣原超級廣場分店改為鮮級市場分店。
  - 惠康及其他姊妹公司重新包裝旗下自家品牌，包括用「Meadows Essentials」牌子代替特惠牌及首選牌，以及改革御品皇，以雙線品牌搶攻市場。
- 2022年：
  - 新都城三期翻新後，惠康遷回原有位置後改以「惠康鮮級市場 Wellcome Fresh」開設第二間分店。
  - 上水名都商場及葵涌商場分店翻新後亦使用「惠康鮮級市場 Wellcome Fresh」名義，為第三及第四間分店。
  - 受2019冠狀病毒病香港疫情影響，2月26日起，全綫分店曾縮短營業時間，關門時間縮短至晚上8時，至3月下旬回復正常。
- 2023年：鯉魚門廣場及紅磡灣分店翻新後亦使用「惠康鮮級市場 Wellcome Fresh」名義，為第五及第六間分店。
- 2024年：二十多年歴史的粉嶺花都廣場分店翻新後同樣使用「惠康Wellcome Fresh」名義，為第七間分店。

## 分店

### 香港（惠康）
| 品牌                      | 港島 | 九龍 | 新界 | 離島 |
| ------------------------- | ---- | ---- | ---- | ---- |
| 惠康超級市場              | 59   | 67   | 114  | 6    |
| 惠康超級廣場              | 5    | 5    | 13   | 1    |
| 惠康鮮級市場              | 1    | 5    | 3    | 0    |
| Market Place by Jasons    | 11   | 10   | 11   | 3    |
| Oliver's the Delicatessen | 1    | 0    | 0    | 0    |
| 3hreeSixty                | 1    | 1    | 0    | 0    |
| Market Place              | 2    | 1    | 1    | 1    |
| Jasons Ichiba             | 0    | 0    | 1    | 0    |
| 總數                      | 80   | 88   | 142  | 11   |

- 截至2024年1月，惠康於香港共經營282間分店。
- 惠康在上水新豐路相隔約200米處建下了兩間惠康超級市場。相信為相隔最近的惠康超市。
- 西環堅尼地城卑路乍街隆基大樓設有一間惠康超級市場，於200米外的北街海怡花園地下已有另一間分店。海怡花園分店在2020年結業，轉為高先電影院（已結業）。
- 沙田水泉澳邨在同一屋邨內有兩間惠康超級市場，分別位於商場及欣泉樓巴士站旁，邨內的居民一般稱大惠康和細惠康，而欣泉樓巴士站的細惠康，只營業至晚上八點便關門。

### 越南（惠康）
- 惠康曾在越南前後共有開設3間超級市場分店，唯經營狀況不理想，牛奶國際於2012年將越南惠康售予經營Citimart超市的Dong Hung公司，並將零售重心轉移至萬寧以及合資成立的巨人超市。[8]

## 爭議及事件

### 香港

#### 售賣過期衛生巾
2006年4月，一名顧客從惠康超級市場購入衛生巾後，正當打算使用其中一包時，發現有關衛生巾護翼完全失去黏力，仔細察看更驚覺該棉層邊上有多處黑色小點。其後該顧客再仔細觀察，發現該衛生巾已過期三個多月，但仍在惠康的貨架上出售。惠康發言人則堅稱超市政策不容許售賣過期的衛生巾，又指是個別店舖經理疏忽檢測貨品而未有發現店內有過期衛生巾。

#### 店內出現老鼠
2011年1月，一名YouTube用戶上載短片，短片中清楚可見惠康超級市場一個薯仔攤架內有老鼠，一名市民手持麵包夾在薯仔堆中搜索，一隻薯仔般大小的小鼠赫然竄出、再逃跑到其他食物堆中。惠康發言人表示對問題表示關注，會追查片段是否屬屯門區內惠康並跟進。及後事件不了了之。

#### 被海關檢控
2014年2月，香港海關發現，惠康出售一品牌的薯片時，標價一包售5.5港元，卻聲稱以「兩包特價」的價錢標價11.5港元出售，比正常購買兩包的11港元貴0.5元。法庭裁定違反新修訂的《商品說明條例》，罰款1萬港元，是修例後首宗成功檢控個案。

### 台灣

#### 瘦肉精爭議
2012年3月，國民黨立委蔡正元展示實驗報告指出，多項購自頂好超市的豬肉產品，含有瘦肉精沙丁胺醇（Salbuterol），此物質毒性更遠高於萊克多巴胺。其後頂好超市隨即發表聲明稿，宣示店內發售的澳洲牛肉都不含瘦肉精。蔡正元隨即公布民眾委託義美食品檢驗室檢驗資訊，顯示有5項驗出瘦肉精的肉品與內臟來自頂好超市。及後，基隆市衛生局食品衛生科稽查員更加在一月隨機抽驗牛肉中發現，一件在頂好超市售賣的牛肉對瘦肉精快篩呈陽性反應，送檢確認肉品含瘦肉精。

#### 食品過期
2013年6月10日，桃園縣政府衛生局人員喬裝顧客到桃園縣中壢市中山東路即將歇業的頂好超市稽查，當場發現過期4個月的蛋炒飯還在賣，葡萄、小黃瓜和嫩薑都已經發臭發霉。

#### 被家樂福併購
- 2020年6月2日，台灣家樂福宣佈併購頂好超市及Jasons Market Place共224間分店，完成交易後家樂福可望成為台灣第二大超市通路[16]，僅次於全聯。
- 2021年2月3日，首兩家頂好超市改建的家樂福超市開幕。並預計以每週8家店的速度更換招牌。至於Jasons則保留原品牌經營兩年。

## 外部連結

### 香港（惠康超市）
- 惠康為您送 (香港大型網上超級市場) （页面存档备份，存于）（繁體中文）（英文）
  - YouTube上的惠康Wellcome（香港店）頻道（繁體中文）
  - 惠康超級市場 Wellcome Supermarket（香港店）的Facebook專頁（繁體中文）